# دماغه لیووین
دماغه لیووین یا کیپ لیووین (انگلیسی: Cape Leeuwin) آخرین نقطه جنوب غربی سرزمین اصلی قاره استرالیا است که در ایالت استرالیای غربی واقع شده است. هرچند در استرالیا این نقطه به‌عنوان محل تلاقی اقیانوس هند و اقیانوس منجمد جنوبی شناخته می‌شود، ولی در بیشتر کشورها آب‌های جنوب مدار ۶۰ درجه جنوبی به‌عنوان گستره اقیانوس منجمد جنوبی شناخته می‌شود.